# Szong Gangho
Szong Gangho (hangul: 송강호, handzsa: 宋康昊, RR: Song Gang-ho; 1967. január 17.–) dél-koreai színész.
Első filmje a The Day a Pig Fell into the Well volt 1996-ban, melyet követően számos, kritikusok által elismert alkotásban szerepelt, úgy mint a Süri (Shiri), No. 3, a Demilitarizált övezet: JSA, A halál jele, A gazdatest vagy az Élősködők, de játszott a nemzetközi sikert aratott Snowpiercer – Túlélők viadala című filmben és a hazai kasszasiker Taxisofőrben is.
Cshö Minsik (Choi Min-sik)kel és Szol Gjonggu (Seol Gyeong-gu)val együtt az egyik legtermékenyebb dél-koreai színészként tartják számon, 2016-ban filmjeivel átlépte a százmilliós nézőszámot.
2020-ban a The New York Times filmkritikusai a 21. század legnagyszerűbb színészei közé választották.

## Élete és pályafutása
A középiskola elvégzése után színjátszókörökben kezdett színészkedni, majd a Puszani Kjongszang (Busani Gyeongsang) Főiskolán végzett televíziós közvetítés szakirányon. Később csatlakozott Ki Gukszo (기국서, Gi Guk-seo) befolyásos társulatához, ahol a hangsúlyt az ösztönös színjátszásra és az improvizációra helyezték. 1991-ben a Tongszung (Dongseung) című színdarabban debütált. Sokáig visszautasította a filmszerep-ajánlatokat, majd végül 1996-ban Hong Szangszu (Hong Sang-su) The Day a Pig Fell into the Well című filmjében debütált statisztaként.
A következő évben Csang Szonu (Jang Seon-u) Bad Movie című, dokumentum stílusú filmjében hajléktalant alakított, Ezt követően a No. 3 című filmben nyújtott alakításával elvitte a pálmát a főszereplők elől, és megkapta élete első filmes díját, a Blue Dragon Film Awardson. Több mellékszerep után 1999-ben Han Szokkju (Han Seok-kyu) partnereként a kasszasiker Süri (Shiri) című filmben játszott.
A 2000-es évek elején egyre népszerűbb színésszé vált, először a kasszáknál is jól teljesítő The Foul Kinggel, majd a  Demilitarizált övezet: JSA-ban nyújtott, díjnyertes alakításával, mellyel Dél-Korea vezető férfi színészei közé emelkedett. Játszott Pak Cshanuk (Park Chan-uk) Mr. Vengeance – A bosszú ura című filmjében is, ahol a lánya elrablóit üldöző apát alakított.
2002-ben a YMCA Baseball Team című alkotás Korea első baseballcsapatának történetét dolgozta fel,  majd a következő évben Pong Dzsunho (Bong Jun-ho) A halál jele című filmjében alkalmatlan vidéki nyomozót alakított.
2004-ben az elsőfilmes Im Cshanszang (임찬상, Im Chan-sang) Az elnök borbélya című filmjében volt látható, ahol a fiktív történetben Pak Csonghi (Park Jeong-hui) elnök borbélyát alakította. 2005-ben a kasszáknál nem túlságosan jól szereplő Antarctic Journalban játszott.
2006-ban újra reflektorfénybe került Pong Dzsunho (Bong Jun-ho) rekordokat döntő A gazdatest című horrorjával, mellyel nemzetközi elismerést is szerzett, többek között az Asian Film Awards legjobb színész díját is megkapta.
Számos közismert film következett, The Show Must Go On, egy öregedő gengszterről, I Cshangdong (Lee Chang-dong) Rejtett napfénye, Kim Dzsiun (Kim Ji-un) Mandzsúriában játszódó westernfilmje, A jó, a rossz és a furcsa, Pak Cshanuk (Park Chan-uk) Szomjúság című vámpírfilmje, ahol teljesen meztelenül szerepelt, az észak-koreai kémthriller, a Vértestvérek, a Hindsight, a Howling az angol nyelvű, disztópikus Snowpiercer – Túlélők viadala, a történelmi film Az arcismerő, valamint a No Muhjon (No Mu-hyeon) emberi jogi ügyvédként végzett munkája által inspirált The Attorney.
További kritikai sikerekben is szerepelt, úgy mint A trón, ahol Jongdzso (Yeongjo) királyt alakította, az Árnyak ideje című történelmi kalandfilm, vagy a koreai demokrácia egyik fontos eseményét elmesélő Taxisofőr.
2018-ban a The Drug Kingben volt látható, míg 2019-ben az Arany Pálma-díjas az Élősködőkben nyújtott díjnyertes alakítást. Ugyanebben az évben a The King's Letters című filmben Szedzsong (Sejong) királyt formálta meg.

## Magánélet
Szong (Song) 1995-ben nősült, felesége Hvang Dzsangszuk (황장숙, Hwang Jang-suk), két gyermekük van. Fiúk, Szong Dzsunphjong (송준평, Song Jun-pyeong) 1996-ban született, labdarúgó. Lányuk Szong Dzsujon (송주연, Song Ju-yeon).

## Filmográfia
| Év   | Cím                                | Koreai cím                  | Szerep                           | Díjak és jelölések | Hiv.   |
| ---- | ---------------------------------- | --------------------------- | -------------------------------- | --- | ------ |
| 1996 | The Day a Pig Fell into the Well   | 돼지가 우물에 빠진 날       |                                  | | [ 2 ]  |
| 1997 | Green Fish                         | 초록 물고기                 | Phanszu (Pan-su)                 | |        |
| 1997 | No. 3                              | 넘버3                       | Csophil (Jo-pil)                 | Grand Bell Awards, legjobb új színész Blue Dragon Film Awards, legjobb mellékszereplő Grand Bell Awards, legjobb mellékszereplő (jelölés) Blue Dragon Film Awards, legjobb új színész (jelölés) | [ 47 ] |
| 1997 | Bad Movie                          | 나쁜 영화                   | hajléktalan (cameo)              | | [ 6 ]  |
| 1998 | The Quiet Family                   | 조용한 가족                 | Kang Jongmin (Kang Yeong-min)    | Korean Association of Film Critics Awards, legjobb színész | [ 48 ] |
| 1999 | Süri (Shiri)                       | 쉬리                        | I Dzsanggil (Lee Jang-gil)       | Grand Bell Awards, legjobb mellékszereplő (jelölés) | [ 49 ] |
| 2000 | The Foul King                      | 반칙왕                      | Teho (Dae-ho)                    | Women Viewers Film Awards, legjobb színész | [ 50 ] |
| 2000 | Demilitarizált övezet: JSA         | 공동경비구역JSA             | O Gjongphil (Oh Kyeong-pil)      | Grand Bell Awards, legjobb színész Deauville Asian Film Festival, legjobb színész Director's Cut Awards, legjobb színész Busan Film Critics Awards, legjobb színész Paeksang Arts Awards, legnépszerűbb színész Blue Dragon Film Awards, legjobb színész (jelölés) Paeksang Arts Awards, legjobb színész (jelölés) |        |
| 2002 | Mr. Vengeance – A bosszú ura       | 복수는 나의 것              | Pak Tongdzsin (Park Dong-jin)    | Blue Dragon Film Awards, legjobb színész (jelölés) Korean Film Awards, legjobb színész (jelölés) | [ 7 ]  |
| 2002 | YMCA Baseball Team                 | YMCA 야구단                 | I Hocshang (Lee Ho-chang)        | | [ 8 ]  |
| 2003 | A halál jele                       | 살인의 추억                 | Pak Tuman (Park Doo-man) nyomozó | Director's Cut Awards, legjobb színész Grand Bell Awards, legjobb színész Grand Bell Awards, internetezők népszerűségi díja Korean Film Awards, legjobb színész Chunsa Film Art Awards, legjobb színész Korean Association of Film Critics Awards, legjobb színész CGV Audience Choice of the Year Awards, legjobb színész Blue Dragon Film Awards, legjobb színész (jelölés) Max Movie Awards, legjobb színész (jelölés)                                                                                         | [ 9 ]  |
| 2004 | Az elnök borbélya                  | 효자동 이발사               | Szong Hanmo (Seong Han-mo)       | Blue Dragon Film Awards, legjobb színész (jelölés) |        |
| 2005 | Antarctic Journal                  | 남극일기                    | Cshö Dohjong (Choi Do-hyung)     | | [ 10 ] |
| 2005 | Lady Vengeance – A bosszú asszonya | 친절한 금자씨               | bérgyilkos #1 (cameo)            | |        |
| 2005 | Madagaszkár                        | 마다가스카                  | Alex (szinkronhang)              | |        |
| 2006 | A gazdatest                        | 괴물                        | Pak Kangdu (Park Gang-du)        | Asian Film Awards, legjobb színész Best Actor at the 9th Director's Cut Awards, legjobb színész Golden Cinematography Awards, nagydíj (teszang (daesang) Blue Dragon Film Awards, legjobb színész (jelölés) Grand Bell Awards, legjobb színész (jelölés) Max Movie Awards, legjobb színész (jelölés) | [ 11 ] |
| 2007 | The Show Must Go On                | 우아한 세계                 | Kang Ingu (Kang In-goo)          | Korean Association of Film Critics Awards, legjobb színész Blue Dragon Film Awards, legjobb színész Busan Film Critics Awards, legjobb színész Fantasia Festival, legjobb színész Korean Film Awards, legjobb színész (jelölés) Paeksang Arts Awards, legjobb színész (jelölés) | [ 12 ] |
| 2007 | Rejtett napfény                    | 밀양                        | Csongcshan (Jong-chan)           | Korean Film Awards, legjobb színész FIPRESCI Best Actor Award at 19th Palm Springs International Film Festival Director's Cut Awards, legjobb színész Grand Bell Awards, legjobb színész (jelölés) Asian Film Awards, legjobb színész (jelölés) Max Movie Awards, legjobb színész (jelölés) | [ 15 ] |
| 2008 | A jó, a rossz és a furcsa          | 좋은 놈, 나쁜 놈, 이상한 놈 | Jun Thegu (Yun Tae-goo)/A furcsa | Blue Dragon Film Awards, legjobb színész (jelölés) Korean Film Awards, legjobb színész (jelölés) Asian Film Awards, legjobb színész (jelölés) Paeksang Arts Awards, legjobb színész (jelölés) | [ 16 ] |
| 2009 | Szomjúság                          | 박쥐                        | Szanghjon (Sang-hyun)            | Director's Cut Awards, legjobb színész Chunsa Film Art Awards, legjobb színész KOFRA Film Awards, legjobb színész Asian Film Awards, legjobb színész (jelölés) Blue Dragon Film Awards, legjobb színész (jelölés) Max Movie Awards, legjobb színész (jelölés) | [ 18 ] |
| 2010 | Vértestvérek                       | 의형제                      | I Hangju (Lee Han-gyu) ügynök    | Grand Bell Awards, legjobb színész (jelölés) Max Movie Awards, legjobb színész (jelölés) | [ 20 ] |
| 2010 | A Little Pond                      | 작은 연못                   | rendőr (cameo)                   | |        |
| 2011 | Hindsight                          | 푸른소금                    | Tuhun (Doo-hun)                  | | [ 24 ] |
| 2012 | Howling                            | 하울링                      | Szanggil (Sang-gil)              | | [ 28 ] |
| 2012 | Day Trip (rövidfilm)               | 청출어람                    |                                  | | [ 64 ] |
| 2013 | Snowpiercer – Túlélők viadala      | 설국 열차                   | Namgung Minszu (Namgoong Minsu)  | Ázsiai–csendes-óceáni filmfesztivál, legjobb mellékszereplő (jelölés) | [ 30 ] |
| 2013 | Az arcismerő                       | 관상                        | Negjong (Nae-gyeong)             | Grand Bell Awards, legjobb színész Korean Association of Film Critics Awards, legjobb színész Korea Film Actor's Association Awards, legjobb színész Blue Dragon Film Awards, legjobb színész | [ 31 ] |
| 2013 | The Attorney                       | 변호인                      | Szong Uszok (Song U-seok)        | Chunsa Film Art Awards, legjobb színész Grand Prize (Daesang) for Film at the 50th Baeksang Arts Awards Director's Cut Awards, legjobb színész Buil Film Awards, legjobb színész Max Movie Awards, legjobb színész KOFRA Film Awards, legjobb színész Blue Dragon Film Awards, legjobb színész Korea Film Actor's Association Awards, legjobb színész Asian Film Awards, legjobb színész (jelölés) Paeksang Arts Awards, legjobb színész (jelölés) Grand Bell Awards, legjobb színész (jelölés)                   | [ 33 ] |
| 2015 | A trón                             | 사도                        | Jongdzso (Yeongjo) király        | Asia Pacific Screen Awards, legjobb színész (jelölés) Paeksang Arts Awards, legjobb színész (jelölés) Blue Dragon Film Awards, legjobb színész (jelölés) | [ 36 ] |
| 2016 | Árnyak ideje                       | 밀정                        | I Dzsongcshul (Lee Jung-chool)   | KOFRA Film Awards, legjobb színész SACF Artists of the Year Awards, nagydíj (teszang (daesang) Paeksang Arts Awards, legjobb színész Blue Dragon Film Awards, legjobb színész (jelölés) Chunsa Film Art Awards, legjobb színész (jelölés) 53rd Grand Bell Awards, legjobb színész (jelölés) | [ 38 ] |
| 2017 | Taxisofőr                          | 택시 운전사                 | Manszop (Man-seob)               | Fantasia Festival, legjobb színész Buil Film Awards, legjobb színész The Seoul Awards, legjobb színész Blue Dragon Film Awards, legjobb színész Korean Film Producers Association Awards, legjobb színész Korea World Youth Film Festival, kedvenc középkorú színész Asian World Film Festival, különdíj Grand Bell Awards, legjobb színész (jelölés) Paeksang Arts Awards, nagydíj film kategóriában (jelölés) Paeksang Arts Awards, legjobb színész (jelölés) Chunsa Film Art Awards, legjobb színész (jelölés) | [ 40 ] |
| 2018 | The Drug King                      | 마약왕                      | I Duszam (Lee Doo-sam)           | | [ 85 ] |
| 2019 | Élősködők                          | 기생충                      | Kim Githek (Kim Gi-taek)         | Locarnói Nemzetközi Filmfesztivál, kiválóság-díj Chunsa Film Art Awards, legjobb színész (jelölés) | [ 87 ] |
| 2019 | The King's Letters                 | 나랏말싸미                  | Szedzsong (Sejong) király        | | [ 88 ] |
| ?    | Fifth Column                       | 제5열                       | Kang Dzsongdok (Kang Jong-deok)  | | [ 89 ] |
| ?    | Emergency Declaration              |                             |                                  | | [ 90 ] |

## Fordítás
- Ez a szócikk részben vagy egészben  a   Song Kang-ho című angol Wikipédia-szócikk fordításán alapul.  Az eredeti cikk szerkesztőit annak laptörténete sorolja fel. Ez a jelzés csupán a megfogalmazás eredetét és a szerzői jogokat jelzi, nem szolgál a cikkben szereplő információk forrásmegjelöléseként.